# Shahid Rahman
Shahid Rahman, né en 1956 à New Delhi, est un philosophe et mathématicien argentino-allemand, professeur de logique et d'épistémologie à l'Université Lille III.
Il est notamment connu pour son développement de la logique du dialogue.

## Biographie
Rahman a étudié la philosophie en Argentine. Il a ensuite obtenu un Master en Philosophie et en Mathématiques et en Philologie (1986-1989) à la Friedrich-Alexander-Universität Erlangen-Nürnberg, en Allemagne.
Shahid Rahman est docteur en philosophie, psychologie et philologie de l'Université de la Sarre, Saarbrücken, Allemagne. Sa thèse, sous la direction de Kuno Lorenz (disciple de Paul Lorenzen), en 1993, portait sur la logique du dialogue du point de vue de la théorie des catégories. Son Habilitation à la Direction de Recherche, en 1997, fut consacrée à Hugh MacColl, aux problèmes des fictions, à la logique connexe (connexive logic) et l'histoire des logiques non-classiques.
De 1996 à 1998, il a été chercheur associé à l'Université de la Sarre. Entre 1997 et 2000, il a été chercheur au  Institut d'informatique Max-Planck et  Deutsches Forschungszentrum für Künstliche Intelligenz, en Allemagne. En 1999, il était directeur par intérim du département de philosophie de l'université de la Sarre.
Depuis 2001, il est professeur titulaire de logique et d'épistémologie à l'Université de Lille (France). Il est également chercheur à l'UMR CNRS 8163: STL. Membre (2016-2018) de Conseil Scientifique des Maisons du Réseau National des Sciences de l'Homme, France. Membre du comité de l'Institut Eric Weil, Directeur (pour la France) du projet franco-allemand ANR-DFG franco-allemande 2012-2015 Lille (Treillis) / Konstanz, Prof M. Armgardt: « Théorie du Droit et Logique / Jurisprudenz und Logik "(" Théorie du droit et de la logique / Jurisprudence et de la logique ").

## Œuvre
Ses travaux couvrent à la fois la logique, la philosophie de la logique et son histoire, y compris une perspective dialogique sur la théorie constructive des types. Il est le principal chercheur dans le domaine de la conception dialogique de la logique, auquel il a contribué à des publications sur les logiques non-classiques, le raisonnement juridique, la philosophie et la logique d'Aristote, la logique arabe et l'épistémologie, entre autres domaines.
Selon la perspective dialogique, la connaissance, le sens et la vérité sont conçus comme le résultat d'une interaction sociale, où la normativité n'est pas comprise comme une sorte d'opérateur pragmatique agissant sur un noyau propositionnel censé d'exprimer la connaissance et le sens, mais plutôt l'inverse : le type de normativité qui émerge de l'interaction sociale attachée à la connaissance et à la signification est constitutif de ces notions. En d'autres termes, selon la conception du cadre dialogique, l'entrelacement des droits de demander les raisons, d'une part, et des devoirs de donner ces raisons, d'autre part, fournit les racines de la connaissance, du sens et de la vérité.

### La logique dialogique
La partie la plus importante de son travail concerne la logique dialogique aussi appelée logique du dialogue. Sa principale contribution a ainsi été de la systématiser pour permettre le développement et la combinaison de différentes logiques. Depuis le début des années 1950, ses créateurs, Paul Lorenzen et Kuno Lorenz avaient développé la logique dialogique dans le but de fonder la logique intuitionniste. En 1987, lors d'une intervention à l'Université de Sarre, Rahman suggéra pour la première fois le lien entre les dialogues et les topoï de la théorie des catégories, même si à l'époque ce lien ne concernait que les fondations de la logique intuitionniste. La seconde partie de sa thèse de doctorat, publiée en 1993, a développé cette suggestion, tandis que la première partie était consacrée à la toute première étude systématique des relations entre les dialogues, les tableaux, et leur métathéorie.
Rahman et ses équipes de recherche (tout d'abord à l'université de Sarre avec Helge Rückert, puis à Lille avec le groupe pragmatisme dialogique, fondé en collaboration avec Laurent Keiff, proposèrent une redécouverte de la logique dialogique à une époque où elle disparaissait progressivement de l'agenda de la recherche en philosophie.
Sous l'influence de Rahman, la logique du dialogue fut convertie en un cadre théorique général où étaient étudiées, entre autres, la logique libre, la logique modale normale, la logique modale hybride, la logique modale non-normale, la logique modale de premier ordre , la logique paraconsistante, la logique linéaire, la logique pertinente ou encore la logique connexive. 
L'un des avantages de cette démarche est que la logique dialogique peut être utilisée comme un pont entre la théorie des modèles et la théorie de la démonstration, mais également comme une méthode pour générer des tableaux pour les logiques dont la sémantique n’est pas évidente, comme la logique linéaire ou la logique connexe. La perspective dialogique sur les logiques non-classiques a été l'occasion de riches discussions.
En 1995, dans un exposé à l'Institut des Sciences Informatiques Max Planck de Sarrebruck, Dov Gabbay fit remarquer que les nouveaux développements de l'interface entre les jeux et la logique (qui fournissent les bases techniques de l'approche dialogique) offrent la possibilité d'utiliser les dialogues comme une sorte de système de déduction pour l'approche pragmatique. En 1999, Rahman et Rückert organisèrent un atelier intitulé nouvelles perspectives en logique dialogique à Sarrebruck, qui a donné lieu à une publication de Synthèse . Cet ouvrage témoigne d'une reconsidération des liens entre jeux et logique, principalement au sein des sciences informatiques et de l'intelligence artificielle. 
Patrick Blackburn écrivit dans New Perspectives in Dialogical Logic  en réponse au papier de Rahman et Rückert sur la dialogique de la logique modale, un article, publié dans Logique et Analyse où il établit une relation entre les dialogues que l'on trouve dans les langages hybrides et l'une des découvertes les plus intéressantes en logique modale contemporaine : la notion de bi-simulation. Dans le même volume, Gabriel Sandu présenta un autre développement important des travaux sur interface entre jeux et logique, celui de la logique linéaire. La logique linéaire et sa généralisation, le projet ludique de Jean-Yves Girard, est l'une des préoccupations du groupe lillois.
Dans le projet rédigé pour son entrée dans l'International Directory Of Logicians, Rahman affirme que la logique a un rôle central à jouer dans les programmes de recherche de la philosophie des sciences du XXe siècle. Les critiques historiques et sociologiques des années soixante avaient banni la logique de la philosophie des sciences en l'accusant de réduire la science à un ensemble de propositions reliées entre elles par la logique classique. Mais cela ne veut pas dire que la collaboration entre logique, philosophie et histoire des sciences doit être abandonnée.
La logique doit plutôt approcher la science avec des outils nouveaux et plus sophistiqués, capables de traiter des propositions dans un contexte, en décrivant ce contexte et sa dynamique. Cela est envisageable si l'on développe l'interface entre jeux et logique, entre théorie de la révision des croyances et théories des jeux, et entre théorie de la décision et théorie de l'argumentation. Cette déclaration est à la base du projet Kluwer-Springer lancé en 2001 par Rahman et John Symons et dont le premier volume fut publié en 2004 dans la collection Logic, Epistemology and the Unity of Science, éditée par Rahman, Symons et Gabbay.
Les projets d'édition de Rahman ont pour vocation d'apporter à la communauté philosophique les outils adéquats pour qu'elle puisse résoudre les problèmes classiques de la philosophie des sciences, à l'aide des développements actuels en logique mathématique, et plus particulièrement dans son lien avec la théorie des jeux. C'est cette même ambition qui animent les autres collections des College Publications, par exemple les Cahiers de Logique et d’Épistémologie et sa version espagnole, les Cuadernos de Lógica, Epistemología y Lenguaje, ou encore la collection "Dialogues" chez College Publication et la collection Logic, Argumentation and Reasoning chez Springer.
Ce sont donc ces perspectives qui inspirent les travaux de Rahman, de ses collaborateurs et de ses étudiants, sur une grande diversité d'approches incluant la logique chez Aristote, logique Jain, logique et Argumentation Arabe, la logique linéaire, celle de la révision des croyances, théorie de l'argumentation, logique et Droit, ou encore l'approche dialogique à la Théorie Constructive de Types de Per Martin Löf. La plupart de ces développements résultent de l’étude des conséquences sémantiques et logiques de la modification des règles structurelles et / ou de l’extension de l’ensemble des constantes logiques. En fait, ils montrent comment mettre en œuvre la 'conception dialogique des règles structurelles d'inférence' telles que l'affaiblissement et la contraction. Les publications les plus récentes montrent comment développer des 'dialogues matériels' (c'est-à-dire des dialogues pour des langages interprétés) plutôt que des dialogues limités à la validité logique. Cette nouvelle approche des dialogues avec 'contenu', appelée  raisonnement immanent , est le résultat le plus important de l’approche dialogique à la théorie constructive des types. Parmi les applications du raisonnement immanent figurent l'élucidation du rôle de la dialectique dans le syllogistique d'Aristote et la formulation de dialogues coopératifs pour le droit. et le raisonnement par parallélisme ou analogie.

### Travaux
Quelques ouvrages
Auteur
- S. Rahman, Über Dialogue protologische Kategorien und andere Seltenheiten. Frankfurt 1993  (ISBN 3-631-46583-1).
- S. Rahman and N. Clerbout: Linking Games and Constructive Type Theory: Dialogical Strategies, CTT-Demonstrations and the Axiom of Choice. Springer-Briefs (2015).https://www.springer.com/gp/book/9783319190624

- S. Rahman, Z. McConaughey, A. Klev, N. Clerbout: Immanent Reasoning or Equality in Action. A Plaidoyer for the Play level. Springer (2018).https://www.springer.com/gp/book/9783319911489

- S. Rahman, F. Zidani, J. Redmond, Y. Kadoum (En Arab) The dialogical approach to intuitionistic, classical and basic modal logic. Including a brief introduction to the dialogical take on Constructive Type Theory..Dar Al Farabi (2019).  (ISBN 978-614-432-513-1).
- S. Rahman, M. Iqbal, Y. Soufi Inferences by Parallel Reasoning in Islamic Jurisprudence. al-Shīrāzī’s Insights into the Dialectical Constitution of Meaning and Knowledge. Springer (2019.)https://www.springer.com/gp/book/9783030223816

Editeur
1999: Wege zur Vernunft. S. Rahman/ K. Buchholz/I. Weber (éd). Frankfurt, New York: Campus Verlag.
2001: New Perspectives in Dialogical Logic. S. Rahman/H.Rückert (éd.): Synthese (vol. 125).
2004: Logic, epistemology and the unity of science. S. Rahman/J. Symons/D. Gabbay. Dordrecht: Kluwer.
2007: The Influence of Genetics on Contemporary Thinking. A. Fagot-Largeault, S. Rahman, J. M. Torres (éd.). Incluye contribuciones de: F. Jacob –Prix Nobel (1965), F. Ayala, C. Debru, A. Fagot-Largeault, J. Gayon, K. Matsuno, M. Morange.. Kluwer-Springer, 2007.
2008: The Unity of Science in the Arabic Tradition. S. Rahman (Lille3), Tony Street (Cambridge), Hassan Tahiri (Lille3) (éd.), Kluwer-Springer, 2008.
2008: Truth, Unity and the Liar. S. Rahman, T. Tulenheimo, E. Genot (éd.)  Kluwer Springer 2008.
2010: Acts of Knowledge. S. Rahman, G. Primiero (éd). College Publications, 2010.
2010: Approaches to Legal Rationality Gabbay, D.M.; Canivez, P.; Rahman, S.; Thiercelin, A. (Eds.) Dordrecht: Springer.
2011: Normes et Fiction. S. Rahman / J. Sievers. London: King’s Collegue.
2012: The (Anti-)Realism Debate in the Age of Alternative Logics. S Rahman/ M. Marion/ G. Primiero. Springer 2012.
2012: Special Sciences and the Unity of Sciences. O. Pombo/ J.M. Torres /J. Symons / S. Rahman, Springer.
2014: De l’écriture à la orature. Ch. Z. Bowao/S.Rahman, London-King’s College: College Publications.
Articles
- S. Rahman and H. Rückert (editors), New Perspectives in Dialogical Logic. Synthèse 127 (2001)  (ISSN 0039-7857).
- Rahman S. On Frege’s Nightmare. A Combination of Intuitionistic, Free and Paraconsistent Logics. In H. Wansing (ed.), Essays on Non-Classical Logic, World Scientific, New Jersey, Londres, Singapore, Hong Kong, 61-85, 2001.
- Rahman S. Un desafío para las teorías cognitivas de la competencia lógica: los fundamentos pragmáticos de la semántica de la lógica linear. In M. B. Wrigley (editor), Dialogue, Language, Rationality. A Festschrift for Marcelo Dascal, Special volume of Manuscrito, vol. XXV-2. 383-432, octobre, 2002.
- S. Rahman, Non-Normal Dialogics for a Wonderful World and More. In J. van Benthem, G. Heinzmann, M. Rebuschi and H. Visser (eds.) The Age of Alternative Logics. Springer (2006).  (ISBN 978-1-4020-5011-4).
- S.Rahman/L. Damien/M.H. Gorisse, Dialogique temporelle et hybridation. In M. Rebusqui & T. Tulenheimo (ed.), Logique et théorie de jeux, Kimé, 2004, 17-38.  (ISSN 1281-2463)
- S. Rahman and L. Keiff, On how to be a dialogician. In Daniel Vanderken (ed.), Logic Thought and Action, Springer (2005), 359-408.  (ISBN 1-4020-2616-1).
- S. Rahman and C. Dégremont, The Beetle in the box. In T. Aho and A-V. Pietarinen (eds.) Truth and Games. Essays in honour of Gabriel Sandu. Societas Philosophica Fennica (2006).  (ISBN 951-9264-57-4).
- S. Rahman and T. Tulenheimo, From Games to Dialogues and Back: Towards a General Frame for Validity. Dans Ondrej Majer, Ahti-Veikko Pietarinen and Tero Tulenheimo (ed.), 'Games: Unifying Logic, Language and Philosophy. LEUS: Springer, Part III, 2008.